# كروس غيم
كروس غيم (باليابانية: クロスゲーム، بالروماجي: Kurosu Gēmu) (بالإنجليزية: Cross Game)‏ هي سلسلة مانغا يابانية من تأليف ميتسورو أداتشي، نشرت من قبل شوغاكوكان في مجلة شونن سندي الأسبوعية، في مايو عام 2005 حتى فبراير عام 2010، وتم تجمع فصول المانغا في 17 مجلد تانكوبون. أنتجت المانغا إلى أنمي تلفزيوني من قبل استوديو سينيرجي إس بي، عرض الأنمي في 5 أبريل 2009 واستمر عرضه حتى 28 مارس 2010، وتكون من 50 حلقة.

## القصة
تدور أحداث القصة عن كو كيتامورا، هو فتى في الصف الخامس الأبتدائي، يعمل في متجر والده لبيع الأدوات الرياضية، وقام بتشكيل فريق لكرة القاعدة من أجل جلب الزبائن إلى مجرهم.

## الشخصيات الرئيسية
كو كيتامورا (باليابانية: 樹多村 光، بالروماجي: Kitamura Kō)
مؤدية الصوت: ميو إيرينو
أوبا تسوكيشيما (باليابانية: 月島 青葉، بالروماجي: Tsukishima Aoba)
مؤدية الصوت: هاروكا توماتسو

## وصلات خارجية
- موقع المانغا الرسمي باللغة اليابانية
- كروس غيم  شونن سندي الأسبوعية
- كروس غيم على موقع تلفزيون طوكيو باللغة اليابانية
- كروس غيم على موقع ShoPro باللغة اليابانية
- كروس غيم على موقع Viz

- كروس غيم على موقع ANN manga (الإنجليزية)